# فرودگاه صبیحه گوکچن (متروی استانبول)
فرودگاه صبیحه گوکچن (انگلیسی: Sabiha Gökçen Havalimanı) یکی از ایستگاه‌های خط ام۴ متروی استانبول است.
این ایستگاه که در فرودگاه بین‌المللی صبیحه گوکچن قرار دارد در سال ۲۰۲۲ تأسیس شده‌است.